# Grajzar
Grajzar je priimek v Sloveniji, ki ga je po podatkih Statističnega urada Republike Slovenije na dan 1. januarja 2010 uporabljalo 55 oseb.

## Znani nosilci priimka
- Albin Grajzar (1922—1944), partizanski poveljnik, narodni heroj